# Theeblok
Een theeblok of samengeperste thee is een blok van theebladen. Een theeblok wordt gemaakt door het in een mal samen te persen tot een blok.
Theeblokken worden gemaakt sinds het oude China van de Ming-dynastie (1368-1644). Hoewel ze minder vaak worden geproduceerd dan in het verleden, worden theesoorten die een rijpingsproces hebben ondergaan, zoals pu-er, nog vaak in blokken of schijven of andere vormen geperst.
Van de theeblokken kan thee als drank gemaakt worden, maar samengeperste thee werd ook gegeten. Ook werden theeblokken voorheen gebruikt als betaalmiddel.

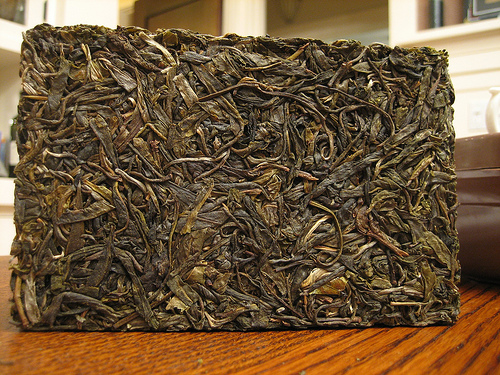
Een blok van de theesoort pu-er